# الإبداع (لوحة)
الإبْدَاعُ (بالإيطالية: L'Ingegno) هي لوحة باروكية مجازية بريشة الرسام الأيطالي جوزيبي كريسبي. ألان ضمن مجموعة متحف الفنون الجميلة في ستراسبورغ، فرنسا. تبرع بها جامعا الفنون أوثون كوفمان وفرانسوا شلاغتر للمتحف.

## خلفية
في السنوات الأخيرة فقط اعتبر النقاد جوزيبي كريسبي واحدًا من أبرز الفنانين الإيطاليين في النصف الأول من القرن الثامن عشر. لقد كان رسامًا انتقائيًا للغاية: فقد أنتج لوحات كبيرة، وبورتريات بأسلوب مميز. مزيج من الأهتمام الطبيعي والعاطفة المحتواة التي تظهر في عمله، جنبًا إلى جنب مع الصفات الفريدة لأسلوبه، تمنح أعماله أصالة رائعة.
تم رسم اللوحة، وهي واحدة من أكثر لوحات كريسبي ضخامة وتعبيراً، في السنوات الأولى من فترة نضجه، على الرغم من أن التأريخ الدقيق لها أثبت أنه من المستحيل تحديده. قد يكون نسيجها مستوحى من رامبرانت، وموضوعها من قبل كارافاجيو.
عُلقت اللوحة ذات مرة في بولونيا، حيث شاهدها الرسام جوشوا راينولدس، حوالي عام 1750 ووصفها قائلاً ("شاب يرتدي خوذة ويحمل القوس والسهام في يده بواسطة "الإسباني"). تم شراؤها في البندقية في عام 1986 من قبل جامعا الفنون أوثون كوفمان وفرانسوا شلاغتر وتم تسليمها لاحقًا إلى متحف الفنون الجميلة في ستراسبورغ، إلى جانب العديد من اللوحات الأخرى، من بينها لوحتان أخريان بواسطة كريسبي؛ وثالثة ورابع للمتحف في عام 1987.

## الوصف
يصور كريسبي شكلاً غامضاً لشاب له أجنحة ويرتدي خوذة مع نسر فوقها والذي يلقي بظلال عميقة على الجزء العلوي من وجهه، ويحمل قوسًا وسهامًا في يده اليمنى، بينما يشير إلى صدره بسبابته. وتستند يده اليسرى على كتاب وخلفه يوجد اسطرلاب.

### تفسير
تمثل هذه اللوحة تجسيدًا لروح «الإبداع» بحيث يمثل القوس والسهم مهارته وقوته؛ النسر والشعار يدلان على كرمه وعلو آرائه. من الممكن أن نرى هنا أيضًا رمزية لموضوع «الحب المنتصر» بحيث يظهر في شكل المراهق المبتسم الوسيم، مع القوس والسهام في يده، يشير إلى نفسه بإصبع السبابة باعتباره الفائز الأبدي على كل ما يمكن أن يصرف انتباهنا عنه. الحب وخاصة العلم والحروف يرمز لهما بالكتاب الذي يسحقه بيده اليسرى ويوضع الإسطرلاب خلفه. يبرز الشكل، الذي يُرى نصف الطول، بإشراقه الشديد على خلفية محايدة. تمتزج التركيبة الكاملة مع اللون الأحادي واللون يلعب فقط على ظلال خفيفة من البني والأصفر، والتي تأتي هنا وهناك لإحياء بعض اللمسات الباردة الطفيفة. يبدو أن كل شيء مصمم لعرض الجمال المبهر والرائع للشخصية.

## الفنان

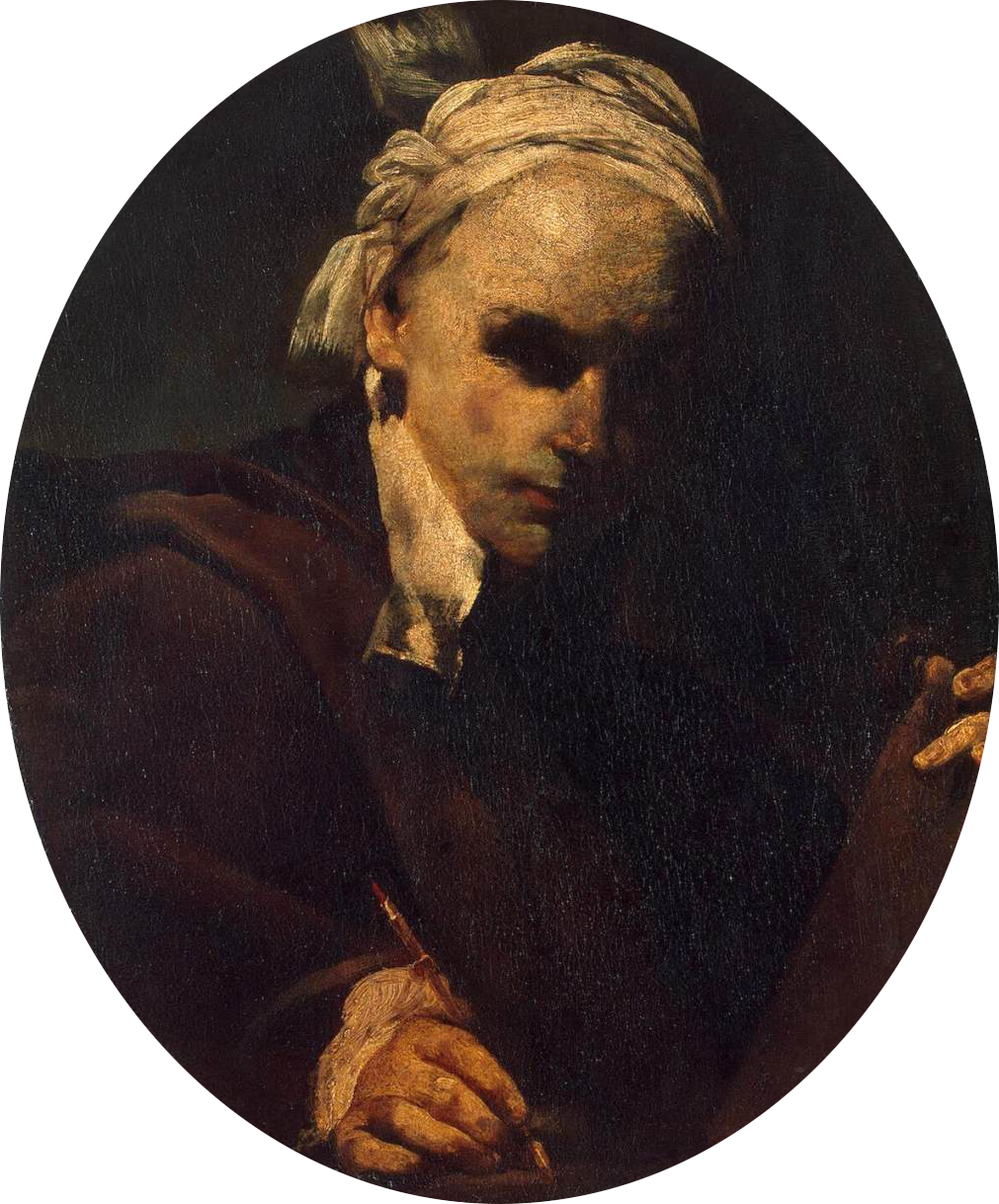
جوزيبي كريسبي

جوزيبي كريسبي (14 مارس 1665-16 يوليو 1747)، الملقب بـ («الإسباني»)، كان رسامًا إيطاليًا باروكيًا متأخرًا من رسامي مدرسة بولونيز. تتضمن أعماله الانتقائي لوحات دينية وبورتريات، ولكن عرف على وجه التحديد بلوحاته النوعية.